# Cane da ferma
I cani da ferma sono così chiamati perché non inseguono la preda, ma si fermano e la segnalano al cacciatore.
La ferma, oggi, avviene con il cane in piedi, mentre in passato il cane si sedeva sulle zampe posteriori: il setter inglese usava quella postura e il suo nome deriva dall'inglese to sit, sedersi; oggi tutte le razze da ferma segnalano la preda in posizione eretta, con una zampa anteriore sollevata e fremendo: sembra che tremino. Sono detti anche cani da punta, da cui nasce il termine pointer. 
Sono razze selezionate dopo l'avvento delle armi da fuoco.
In genere, sono utilizzati nella caccia a fagiani, pernici e starne, per cui nasce la definizione di caccia da piuma. Antesignano di queste razze è il bracco italiano, già rappresentato come cane da caccia nel XVI secolo, dal quale sono derivati i bracchi francesi e, poi, tutti i bracchi europei.